# 纳塔莉·戈尔达
纳塔莉·戈尔达（英語：Natalie Golda，1981年12月28日—），美国女子水球运动员。她曾代表美国国家队参加2004年和2008年夏季奥林匹克运动会水球比赛，获得一枚银牌和一枚铜牌。